# Amstel (Brauerei)

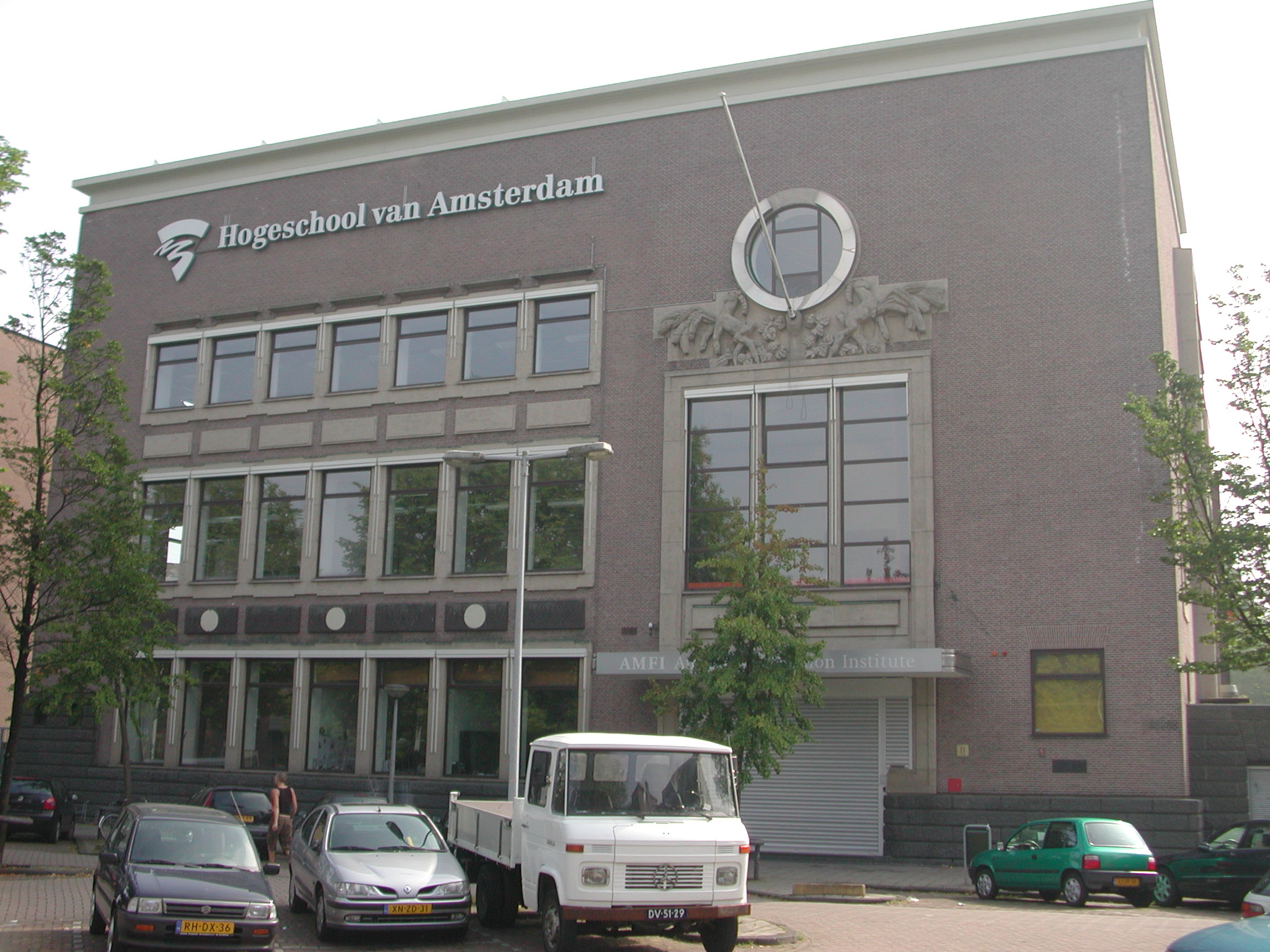
Ehemaliges Gebäude der Amstel-Brauerei in Amsterdam

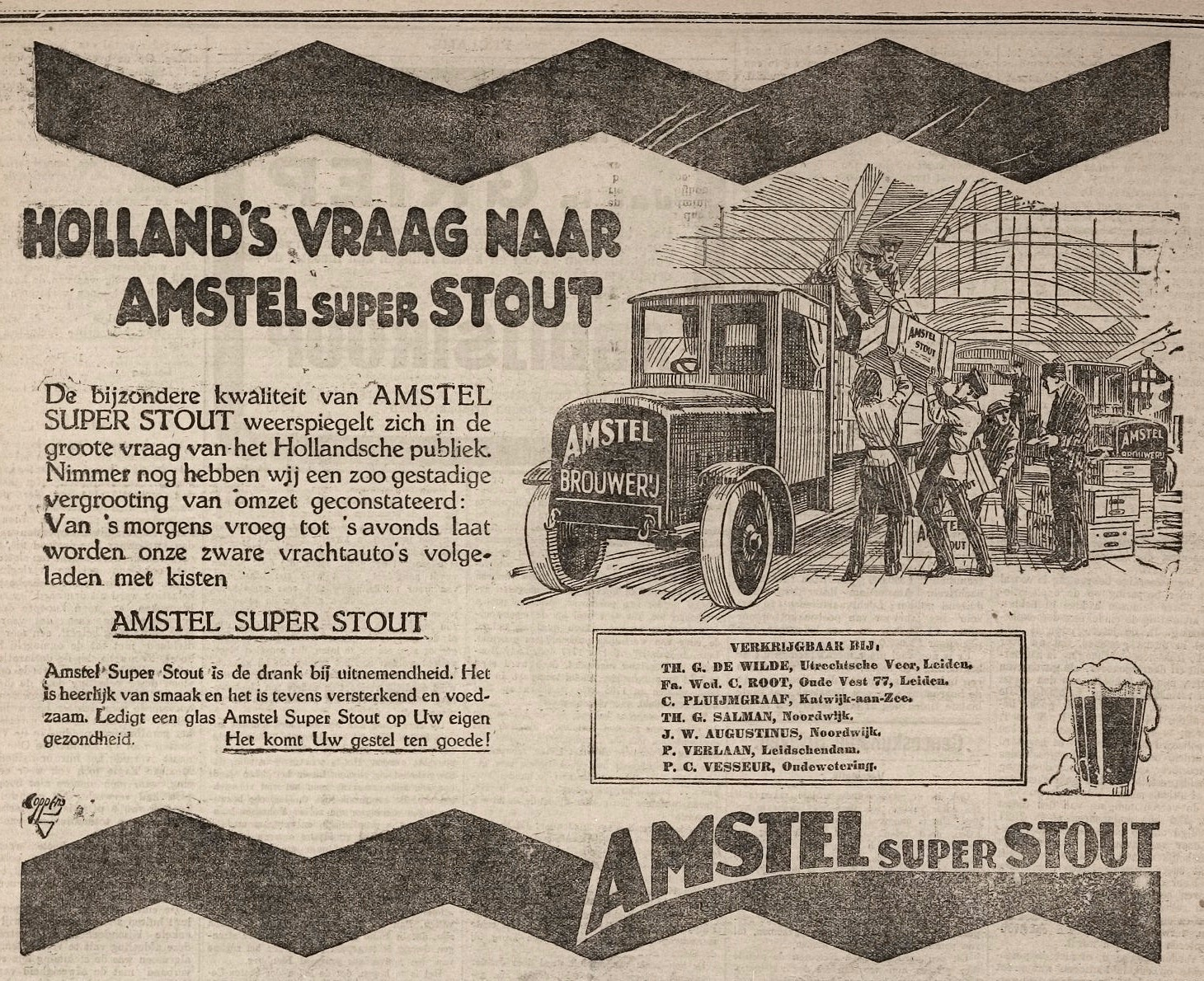
Holländische Werbung für „Amstel super Stout“ von 1922

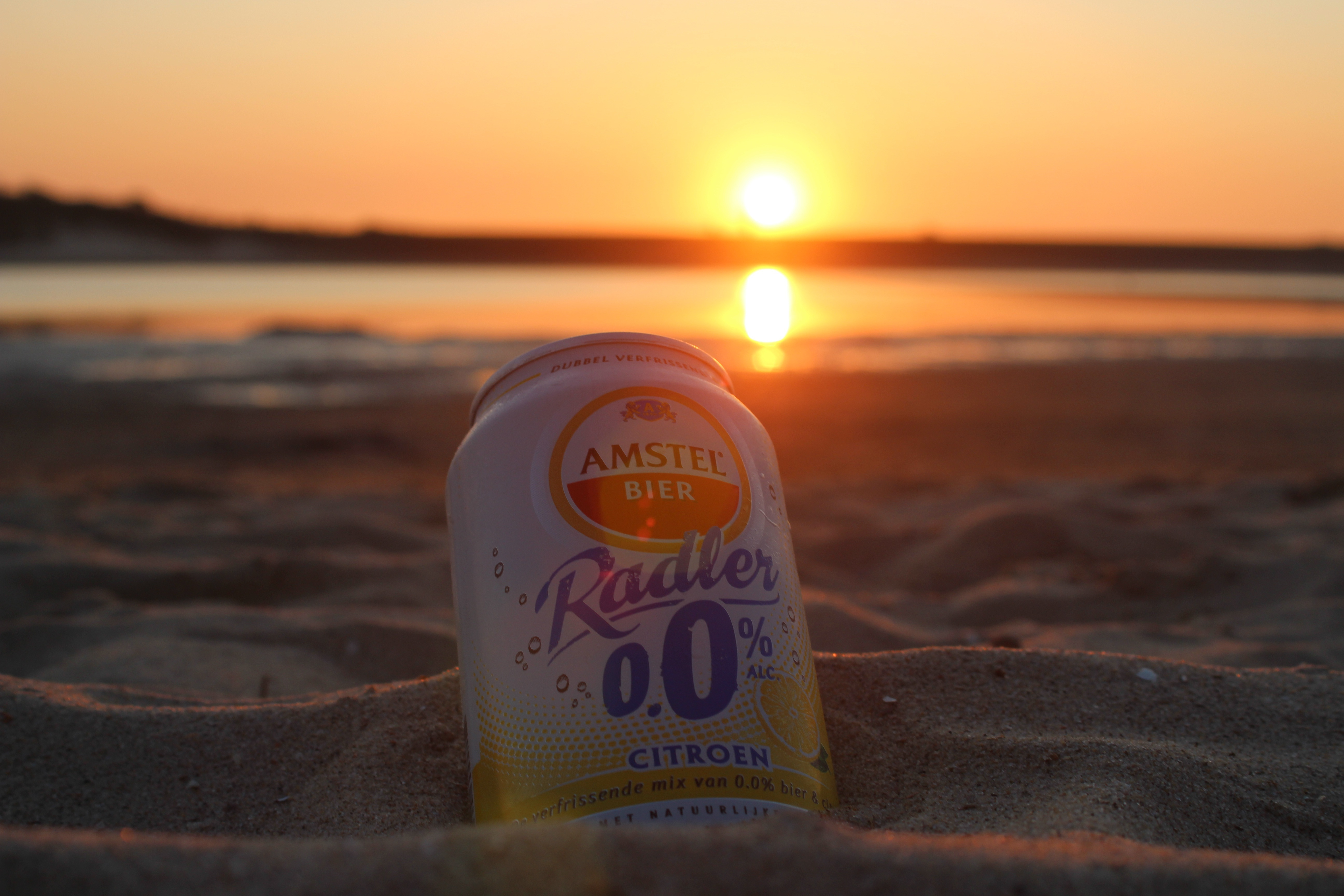
Alkoholfreies Amstel Bier

Amstel ist eine niederländische Biermarke und war eine Brauerei (Amstelbrouwerij). Die Brauerei wurde in Amsterdam gegründet und befindet sich heute im Besitz von Heineken. 1980 wurde die Produktion zur Heineken-Brauerei nach Zoeterwoude verlagert. Die bekannteste Marke der Brauerei ist das Amstel Pils.

## Geschichte
Die Brauerei wurde 1870 gegründet und nach dem Fluss Amstel benannt, dessen Wasser zunächst zur Kühlung diente. 1872 braute die Amstel-Brauerei schon jährlich 10.000 Hektoliter Pils. Für die Lagerung des Biers wurde im Winter Eis aus den Grachten in speziellen doppelwandigen Kellern aufbewahrt.
Ursprünglich wurde das Bier vor allem in Amsterdam getrunken. Ab 1883 aber auch nach Großbritannien und Indonesien exportiert.

## Organisation
Die Bayrische Bierbrauerei Amstel wurde 1892 von der Firma De Pesters, Kooy en Co. als Aktiengesellschaft gegründet. 1915 war die Produktion von Amstel verzwanzigfacht, und 1926 beherrschte Amstel ein Drittel des Niederländischen Bierexports. 1941 übernahm Amstel, zusammen mit Heineken, das Kapital der Amsterdamer Brauerei Van Vollenhovens bierbrouwerij, die 1961 geschlossen wurde.

## Ausland

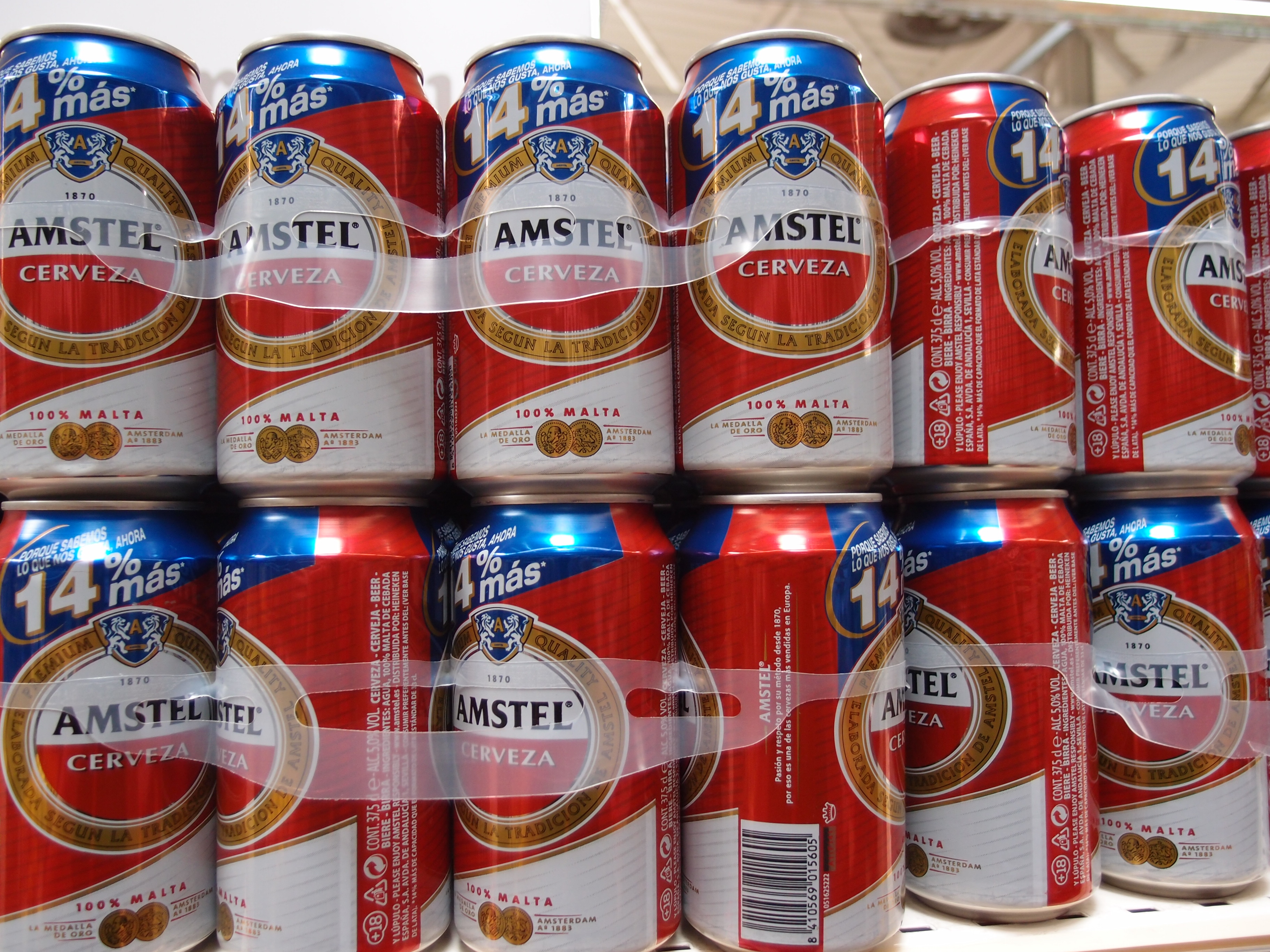
Amstel-Bierdosen in Spanien

1954 baute Amstel eine Brauerei in Surinam. Einige Jahre später war Amstel die erste Niederländische Brauerei, die Bier in Dosen exportierte. Zu dieser Zeit betrug der totale Export von Amstelbier 101.000 Hektoliter. 1958 produzierte eine Tochtergesellschaft von Amstel ihr erstes Bier in Jordanien. 1960 wurde die dritte Tochter von Amstel eröffnet – die antillianische Brauerei auf Curaçao. Zwei Jahre später nahm Amstel unter Lizenz der Almaza-Brauerei im Libanon die Produktion auf. 1963 begann man mit zwei neuen Brauereien, eine in Puerto Rico und eine in Griechenland. Heute braut Athenian Brewery Amstel (und Heineken) in Lizenz für den griechischen Markt. Der französische Markt wird mit Amstel beliefert, das in den Heineken Brauereien Schiltigheim und Marseille gebraut wird.

## Heineken
1968 wurde Amstel von seinem Konkurrenten Heineken übernommen. 1980 wurde die Amstelbrauerei in Amsterdam geschlossen und die Produktion in Zoeterwoude weitergeführt. Das Gebäude an der Mauritskade wurde abgerissen. Nur das ehemalige Gebäude der Verwaltung blieb erhalten und ist inzwischen Teil der Hogeschool van Amsterdam. Die Gestaltung der Front wurde von dem niederländischen Bildhauer Gerarda Rueter ausgeführt.

## Sonstiges
Amstel ist unter anderem Sponsor des WorldTour-Radrennens Amstel Gold Race und des Amstel Curaçao Race.